# Stäppmurmeldjur
Stäppmurmeldjur  eller bobak (Marmota bobak) är ett murmeldjur som lever på stäpper och andra öppna landskap i östligaste Europa och Centralasien.

## Underarter
Arten indelas i följande underarter:
- M. bobak bobak (Müller, 1776)
- M. bobak kozlovi (Fokanov, 1966)
- M. bobak tschaganensis Bazhanov, 1930

## Beskrivning
Stäppmurmeldjuret blir 49–58 centimeter långt och har en svanslängd på 10–13 centimeter. Det kan väga upp till 7,3 kg. Djuret är knubbigt, med mycket små öron, korta ben, kort, bred nos och kraftig nacke. Pälsen är kort och tät, med täckhår som är något längre än underullen. Färgen varierar, men är vanligen mer eller mindre blekt rostgul med mörkare hårspetsar. Pälsen är vanligen mörkare på hjässan, mellan ögonen, på haka, hals, mage och skrev. Svansspetsen är svartbrun. Ljusare former, såväl som (sällsynt) rent albinistska existerar. Pälsfärgen kan även variera mellan årstiderna; under vår och försommar är pälsen vanligtvis mera sliten och blekare.

## Ekologi
Arten är framför allt ett stäpplevande djur som också kan återfinnas på öppna gräsmarker och åkerrenar. Den är kolonibildande, och gräver ut underjordiska bon med komplexa gångsystem, ofta ner till 4–5 meters djup. Till vintern byggs särskilda bon för övervintring. Båda botyperna karakteriseras av stora jordhögar.  En eller ett par individer i varje koloni tjänar som vakter, ofta stående på bakbenen, och varnar de övriga kolonimedlemmarna med rop om något rovdjur skulle närma sig.
Arten sover vintersömn i omkring 6 månader av året. Början av vintersömnen varierar med det geografiska läget, men den upphör i regel kring slutet av mars till början av april.
I fångenskap kan stäppmurmeldjuret bli upp till 15 år gammalt.

### Föda och predation
Stäppmurmeldjuret är dagaktivt, särskilt under gryning och tidig skymning. Basfödan utgörs av olika gräs, som vildhavre och kamvete, men också cikoria, trampört, vitklöver och åkervinda. Den kan också mera undantagsvis ta odlade växter som solros och potatis. Djuret kan självt utgöra föda åt vildhundar, varg (numera dock mer eller mindre utdöd i området), räv, glador, kungsörn, stäppörn, kejsarörn och kärrhökar.

### Fortplantning
Arten blr könsmogen i treårsåldern. Litet är känt om artens parningsförhållanden, men man antar att den antingen parar sig i vintervistet eller tidigt på våren, efter vintersömnens slut. Honan får 4 till 6 outvecklade ungar efter 40 till 42 dagars dräktighet. De lämnar familjegruppen för gott efter sin andra övervintring.

## Utbredning
Arten förekommer i Ukraina, Ryssland och Kazakstan, framför allt i Uralregionen och norra Kazakstan.

## Status
IUCN klassificerar arten som livskraftig och populationen är stabil. Tidigare var stäppmurmeldjur emellertid en uppskattad födokälla, och jagades även för skinnets skull. Detta, tillsammans med habitatförlust på grund av att allt mer mark togs i bruk för jordbruksproduktion, ledde till att arten minskade drastiskt. Det var inte förrän jakten förbjöds på 1960-talet i Ryssland och Ukraina som arten började återhämta sig i dessa områden. Inplantering på 1980-talet förbättade ytterligare stäppmurmeldjurets situation. En viss, illegal jakt fortsätter, men arten är inte längre hotad.